# Uistiti białoucha
Uistiti białoucha (Callithrix jacchus) – gatunek małpy szerokonosej z rodziny pazurkowcowatych (Callitrichidae). Występuje w  północno-wschodniej Brazylii. Nie jest zagrożony wyginięciem.

## Taksonomia
Gatunek po raz pierwszy zgodnie z zasadami nazewnictwa binominalnego opisał w 1758 roku przyrodnik Karol Linneusz w 10. edycji Systema Naturae, uznawanej za początek nomenklatury zoologicznej. Autor nadał gatunkowi nazwę Simia Jacchus. Miejsce typowe to według oryginalnego opisu „Ameryka” (łac. Habitat in America), ograniczone przez Oldfielda Thomasa do Pernambuco w Brazylii. Holotyp nie istnieje, Linneusz swój opis oparł na swoich wcześniejszych pracach oraz na pracach innych autorów.
Callithrix jacchus krzyżuje się z C. penicillata na niektórych obszarach swojego występowania (np. północna Bahia). 
Autorzy Illustrated Checklist of the Mammals of the World uznają ten gatunek za monotypowy. 

### Etymologia
- Callithrix: gr. καλλιθριξ kallithrix ‘z pięknymi włosami’, od καλλος kallos ‘piękno’, od καλος kalos ‘piękny’; θριξ thrix, τριχος trikhos ‘włos’[19].
- jacchus: być może zlatynizowana forma ‘jocko’, zwyczajowej nazwy stosowanej na określenie małpy[20].

## Zasięg występowania
Uistiti białoucha występuje w północno-wschodniej Brazylii (stany Maranhão, Piauí, Ceará, Rio Grande do Norte, Paraíba, Pernambuco, Alagoas, północna Bahia i prawdopodobnie północno-wschodnia część Tocantins); pierwotny zasięg rozciągał się na południe aż do rzeki São Francisco i jej zachodniego dopływu Rio Grande (ok. 11°30′S), w północno-zachodniej części stanów Maranhão i Piauí, rozciągając się do lewego brzegu rzeki Parnaíba, prawdopodobnie aż do międzyrzecza rzek Itapecuru i Mearim. Gatunek ten został introdukowany w wielu innych regionach na południe od São Francisco, Sergipe, północnej i północno-wschodniej Bahii oraz w bardziej wilgotnym, przybrzeżnym Mata Atlântica w stanach Espírito Santo, Rio de Janeiro i Santa Catarina w południowo-wschodniej Brazylii.

## Morfologia
Długość ciała (bez ogona) samic 17–20 cm, samców 16–21 cm, długość ogona samic 24–30 cm, samców 25–31 cm; średnia masa ciała samic 322 g (n = 86), samców 317,9 g (n = 69). Długi ogon w szaro-białe pręgi. Sierść nakrapiana, szarobrązowa, ciemniejsza na głowie. Czoło białe, nad uszami charakterystyczne kępki białej sierści. Młode jednolicie szare.

## Ekologia

### Siedlisko
Uistiti białoucha występuje powszechnie w lasach deszczowych położonych nad brzegiem morza i nad rzekami, zamieszkuje także inne tereny leśne na obszarze północno-wschodniej Brazylii. Populacje introdukowane dobrze zaadaptowały się do nowych warunków.

### Pożywienie
Żywi się głównie żywicą drzew i słodkimi sokami spijanymi z nacięć na drzewach, które sama wydłubuje dolnymi siekaczami. Zjada także owoce i inne części roślin, dodatkowo wzbogacając dietę niewielkimi zwierzętami, np. owadami, żabami, ptasimi jajami, pisklętami.

### Rozmnażanie
Dominujące w stadzie samice zaczynają rozmnażać się w wieku 14–24 miesięcy i co roku wydają na świat dwa mioty liczące po 1–4 młodych. W wychowaniu pomagają im partnerzy i inne marmozety. Ciąża trwa 130–150 dni, a młode są karmione mlekiem przez ok. 100 dni. Długość życia sięga 10 lat na wolności, a 16 w niewoli.

### Tryb życia
Uistiti białoucha (inna nazwa: marmozeta) jest aktywna głównie za dnia. Łatwo przystosowuje się do nowych warunków. Żyje w stadach liczących do 15 osobników, a ich terytorium obejmuje obszar o powierzchni ok. 10–40 hektarów. Przywódczynią stada jest rozmnażająca się samica. Bywają też stada, w których dominującą pozycję zajmuje 1 lub 2 samice, a reszta grupy składa się z ich potomstwa oraz 1 lub 2 niespokrewnionych osobników. Dominująca w stadzie samica wydziela związki chemiczne zwane feromonami, które powstrzymują rozmnażanie pozostałych samic. Zaloty rozpoczyna zwykle samica, wpatrując się w wybranego samca i wykonując pokaz oblizywania i cmokania, który on następnie odwzajemnia. Pozostałe samice pomagają opiekować się młodymi samicy przywódczyni. Marmozeta ma silne poczucie własności terytorialnej.

## Status zagrożenia
W Czerwonej księdze gatunków zagrożonych Międzynarodowej Unii Ochrony Przyrody i Jej Zasobów został zaliczony do kategorii LC (ang. least concern ‘najmniejszej troski’).